# Aeroportul Presidente Castro Pinto
Aeroportul Presidente Castro Pinto (IATA: JPA, ICAO: SBJP) este un aeroport din Bayeux, Paraíba, Brazilia ce deservește zona João Pessoa. Aeroportul a fost tranzitat în 2022 de 1.229.079 de pasageri.
Situat la o altitudine de 66 m, aeroportul dispune de 1 pistă. Este operat de Infraero⁠(d).

## Infrastructură

### Piste
Aeroportul dispune de o singură pistă. Pista 16/34 are suprafața de asfalt și dimensiunile 2.515 m × 45 m. 